# (10115) 1992 SK
(10115) 1992 SK est un astéroïde Apollon et aréocroiseur, classé comme potentiellement dangereux. Il fut découvert par Eleanor Francis Helin et Jeff Alu à l'observatoire Palomar le 24 septembre 1992.